# Les Messieurs de Grandval
 (décembre 2020).
Si vous disposez d'ouvrages ou d'articles de référence ou si vous connaissez des sites web de qualité traitant du thème abordé ici, merci de compléter l'article en donnant les références utiles à sa vérifiabilité et en les liant à la section « Notes et références ».
Les Messieurs de Granval est un roman de Christian Signol publié en 2005.

## Résumé
Mi-XIXe siècle dans le Périgord, Fabien est le fils ainé d’Éloi, maitre de forge et propriétaire de 300 ha en métayages. En 1846 à 16 ans, Éloi le fait travailler un jour par semaine à la forge qu'il reprendra. La fonte dure d'octobre à mi-mai puis les ouvriers vont à leurs métairies. À la suite de la révolution de 1848 Éloi arme ses ouvriers. Fabien va à l'école des Mines à Saint-Étienne. Éloi devient invalide. Fabien reprend Grandval. Éloi meurt en 1857. Fabien épouse Florine en 1859 qui a Pierre en 1861. Elle meurt en 1882. Pierre, ingénieur, se marie à Paris et ne revient plus à Grandval. Il part au Tonkin en 1892. En 1900 le feu détruit la forge qu'il remonte dans les communs. Pierre revient en 1904 avec trois fils, remonte une forge, épouse Mélinda, la nounou et achète une Peugeot 69.